# Littlest Pet Shop
Littlest Pet Shop (ou LPS) é uma linha de brinquedos vendidos pela Hasbro. Os brinquedos foram vendidos pela primeira vez em 1992, produzida pela Kenner. Eles foram vendidas em quatro anos, pela Hasbro, e mas nunca foram vendidas. Em 2005, a empresa começou a vende-los novamente. Desde 2005, mais de 60 milhões de brinquedos foram vendidos em cerca de $4 cada. Os brinquedos Littlest Pet Shop, são um dos principais tipos de brinquedos vendidos pela Hasbro.

## Mídia

### Séries animadas
- Littlest Pet Shop, exibida em 16 de outubro de 1995, no canal Syndication, produzida pela Sunbow Entertainment.
- Littlest Pet Shop, exibida em 10 de novembro de 2012, no canal The Hub e depois Discovery Family, produzida pela Hasbro Studios.
- Littlest Pet Shop: Nosso Mundo, exibida em 14 de abril de 2018, no canal Discovery Family, produzida pela Hasbro Studios e Boulder Media.

### Curtas animadas
- Littlest Pet Shop Presents, exibida no site da Hasbro, produzida pela Cosmic Toast Studios.

### Jogos
- Littlest Pet Shop, o jogo eletrônico, lançado em 20 de outubro de 2008, plataforma de Nintendo DS e Wii.
- Littlest Pet Shop, o jogo de celular, lançado em 22 de novembro de 2012, plataforma de iOS e Android.

### Quadrinhos
- Littlest Pet Shop, publicado em 7 de maio de 2014, pela editora IDW Publishing.